# El Carmen (Lomerío)
El Carmen ist eine Ortschaft im Departamento Santa Cruz im Tiefland des südamerikanischen Anden-Staates Bolivien.

## Lage im Nahraum
El Carmen ist ein Ort im Municipio Concepción in der Provinz Ñuflo de Chávez und liegt auf einer Höhe von 656 m etwa 35 Kilometer Luftlinie südlich der Provinzhauptstadt Concepción.

## Geographie
Das Klima der Region Lomerío ist ein semi-humides Klima der warmen Tropen. Die monatlichen Durchschnittstemperaturen schwanken im Jahresverlauf nur geringfügig zwischen 21 °C im Juni/Juli und 27 °C im Oktober, wobei sie zwischen September und März fast konstant zwischen 25 und 26 °C liegen. Das Temperatur-Jahresmittel beträgt etwa 24 °C.
Die jährliche Niederschlagsmenge liegt im langjährigen Mittel bei knapp 1200 mm. Drei Viertel des Niederschlags fallen in der Feuchtezeit von September bis März, während in den ariden Monaten Juni, Juli und August in der Trockenzeit weniger als 40 mm pro Monat fallen.

## Verkehrsnetz
El Carmen liegt in einer Entfernung von 288+40 Straßenkilometern nordöstlich von Santa Cruz, der Hauptstadt des Departamentos.
Von Santa Cruz aus führt die Nationalstraße Ruta 4 in nördlicher Richtung über die Städte Warnes und Montero 58 Kilometer nach Guabirá, wo sie auf die Ruta 10 trifft, die nach Nordosten den Río Grande überquert. Nach weiteren 71 Kilometern vereinigt sich in der Ortschaft Los Troncos die Ruta 10 mit der Ruta 9, und gemeinsam führen die beiden Straßen 56 Kilometer nach Norden bis zur Stadt San Ramón. Hier trennen sich die beiden Straßen wieder, und es sind noch einmal 103 weitere Kilometer über San Javier, bis die Ruta 10 die Stadt Concepción erreicht. Von hier aus sind es noch einmal vierzig Kilometer auf unbefestigter Trasse in südlicher Richtung nach El Carmen.

## Bevölkerung
Die Einwohnerzahl der Ortschaft ist in den vergangenen beiden Jahrzehnten um etwa ein Fünftel angestiegen:
| Jahr | Einwohner | Quelle       |
| ---- | --------- | ------------ |
| 1992 | 302       | Volkszählung |
| 2001 | 352       | Volkszählung |
| 2012 | 362       | Volkszählung |